# Akademiezentrum Sankelmark
Das Akademiezentrum Sankelmark ist eine Akademie für politische, historische und kulturelle Bildung mit Tagungszentrum in Oeversee-Sankelmark in Schleswig-Holstein. Das Akademiezentrum bilden die Akademie Sankelmark im Deutschen Grenzverein e. V., die Europäische Akademie Schleswig-Holstein e. V., die Academia Baltica e. V und Minderheiten Kompetenz-Netzwerk Schleswig-Holstein / Süddänemark e.V.

## Geschichte

### Vorgeschichte
Pläne, am Sankelmarker See bei Oeversee eine Bildungsstätte zu bauen, existierten vermutlich bereits zur Zeit der Weimarer Republik. Es war aber die dänische Minderheit im Landesteil Schleswig, die unfreiwillig den Anstoß für die Gründung der Akademie Sankelmark gab. 1947 hatte der Dänische Schulverein ein zwei Hektar großes Grundstück am Sankelmarker See gepachtet, um an dieser Stelle eine Højskole zu erbauen. Der damalige Landrat und spätere Ministerpräsident Friedrich Wilhelm Lübke widersetzte sich diesem Vorhaben, das er als Teil einer dänischen „Kulturoffensive“ im Grenzland verstand. In einer Wahlkampfrede erklärte Lübke 1948: „Ich möchte mich offen dazu bekennen, daß wir keine dänische Volkshochschule am Sankelmarker See wollen […].“ Lübke bezweifelte die Gültigkeit des Pachtvertrags und verweigerte eine Baugenehmigung. Zudem wurde das Gelände am Sankelmarker See 1950 durch den Kreistag unter Naturschutz gestellt, so dass keine Bautätigkeit mehr möglich war. Der Dänische Schulverein hatte bereits zuvor von seinen Plänen Abstand genommen und sich für die Sankelmark benachbarte Gemeinde Jarplund als Standort der Højskole entschieden.

### 1952–1955
Ungeachtet des Naturschutzes entschied sich der Deutsche Grenzverein, am Sankelmarker See eine deutsche Bildungsstätte zu errichten. Am 17. Juni 1951 legte Landrat Lübke als Vorsitzender des Deutschen Grenzvereins den Grundstein für die Akademie. Lübkes Idee einer Heimvolkshochschule samt Turnhalle und Freilichtbühne wurde indes nicht realisiert. Stattdessen wurde das Konzept des Bibliothekars Franz Schriewer verwirklicht, der sich für eine Akademie „zur Aufklärung und Schulung für Grenzfragen und Grenzarbeit“ einsetzte. Nach dem Vorbild der Evangelischen Akademien sollten in Sankelmark Tagungen mit bis zu drei Veranstaltungstagen stattfinden.
Am 29. Juni 1952 wurde die „Grenzakademie Sankelmark“ mit einem Festakt eröffnet. Finanziert wurde der 900.000 DM teure Bau durch den Bund, das Land Schleswig-Holstein, den Deutschen Grenzverein sowie durch Spenden von öffentlichen Einrichtungen und Privatpersonen. Das aus Kalksandstein und Findlingen errichtete Akademiegebäude besaß zum Zeitpunkt der Eröffnung einen Speisesaal, einen Konferenzraum, einen Hörsaal und eine Bibliothek mit 3.000 Bänden. Zehn Einzel- und zwölf Doppelzimmer standen für Tagungsgäste zur Verfügung. Zunächst vorgesehene Vitrinen mit Erinnerungsstücken an die Schlacht von Oeversee (1864) wurden jedoch nicht angeschafft. 50 Mitarbeiter waren 1952 in der Grenzakademie tätig.
Friedrich Wilhelm Lübke, mittlerweile Ministerpräsident des Landes Schleswig-Holstein, betonte in seiner Ansprache zur Eröffnung der Akademie Sankelmark: „Die Arbeit der Akademie muss unter dem Dreiklang stehen: Aus der Geschichte schöpfen, in die Zukunft blicken und das Gegenwärtige fassen“. In der Gründungsurkunde hieß es: „Die Grenzakademie soll in freier geistiger, politischer und kultureller Auseinandersetzung dazu beitragen, die schleswigsche Grenzfrage einer friedlichen und gerechten Lösung zuzuführen und soll darüber hinaus die Brücke sein zu einer echten Verständigung der Völker“.
Der erste Direktor der Grenzakademie, Studienrat Johann Heinrich Martens, amtierte nur wenige Monate. Bereits im Oktober 1952 verließ er Sankelmark. Sein Nachfolger Franz Schriewer leitete die Akademie nebenamtlich von 1952 bis 1954. In dieser Zeit standen die Probleme des Grenzlandes im Mittelpunkt der Akademiearbeit. Zentrale Begriffe der Tagungen waren Heimat, Vaterland, Volk und Geschichte. Dem anspruchsvollen Ziel, das Deutschtum im Grenzland zu fördern und zugleich den Dialog mit den dänischen Nachbarn zu ermöglichen, versuchte die Grenzakademie u. a. dadurch gerecht zu werden, dass sie schon früh deutsch-skandinavische Tagungen und Fortbildungen für Lehrer aus Skandinavien durchführte. Dennoch urteilte 1954 ein Redakteur des NWDR mit Blick auf Sankelmark: „Es hat dort noch niemals eine echte Begegnung zwischen Angehörigen beider Volksgruppen stattgefunden“.

### 1955–1968
Mit den Bonn-Kopenhagener Erklärungen wurde 1955 die traditionelle deutsche Grenzlandarbeit obsolet. Neue Themen brachte Heinz Dähnhardt nach Sankelmark. Er war zuvor Feuilletonchef der Tageszeitung Die Welt und leitete die Grenzakademie von 1954 bis 1968. Die politische und gesellschaftliche Entwicklung in Deutschland und Europa bestimmte zunehmend das Programm der Akademie. Dazu zählt auch die Auseinandersetzung mit der nationalsozialistischen Vergangenheit. Pioniercharakter in dieser Hinsicht hatte im Oktober 1955 die Tagung „Unbewältigte Vergangenheit“.
Zwischen 1952 und 1956 fanden in Sankelmark jährlich 55–75 Veranstaltungen statt. 20–25 Tagungen pro Jahr wurden von den Mitarbeitern der Akademie konzipiert und durchgeführt, weitere Veranstaltungen mit Kooperationspartnern wie der Evangelischen Akademie Schleswig-Holstein. Teilnehmer waren vor allem Beamte, Lehrer sowie „städtische Haus- und Landfrauen“.

### 1968–1988
Politische Themen bestimmten ab 1968 das Programm der Akademie. Joachim Oertel, der die Akademie Sankelmark von 1968 bis 1991 leitete, setzte sich schon früh für die Verständigung der Deutschen mit ihren osteuropäischen Nachbarn ein. Auf die Tagung „Das deutsch-polnische Verhältnis in Gegenwart und Zukunft“ im März 1971 folgten zahlreiche Veranstaltungen zur Geschichte und Gegenwart Mittel- und Osteuropas, ab Ende der 1980er Jahre zunehmend auch mit Gästen aus Polen und den baltischen Staaten. Weitere Schwerpunkte bildeten Seminare zur deutschen Frage sowie die ab 1984 in Sankelmark stattfindenden Minderheitenkongresse. Nach dem Beitritt Dänemarks zur Europäischen Gemeinschaft 1973 änderte Oertel eigenmächtig den Namen der Akademie in „Akademie Sankelmark“. Dieser Schritt wurde erst nachträglich durch den Vorstand des Deutschen Grenzvereins gebilligt. In den 1970er und 1980er Jahren arbeiteten als Dozenten an der Akademie u. a. der Politologe und Sinologe Dietmar Albrecht, später Gründungsdirektor der Academia Baltica, der SPD-Landtagsabgeordnete Gert Roßberg sowie Klaus Matthiesen, von 1973 bis 1983 Fraktionsvorsitzender der SPD im Landtag von Schleswig-Holstein. 1982, 30 Jahre nach Eröffnung der Akademie, zählte Sankelmark pro Jahr 6.000 Akademiegäste, davon 10–15 % aus dem Ausland.

### 1988–2021
Ab 1988 reduzierte das Land Schleswig-Holstein seine Förderung für den Deutschen Grenzverein. Die daraus resultierenden Probleme prägten die Amtszeit des Theologen Gerhard Jastram, der von 1991 bis 1998 Direktor der Akademie war. Eine Stabilisierung der finanziellen Verhältnisse gelang erst Ende der 1990er Jahre in der Amtszeit des Akademiedirektors Rainer Pelka. Zur Stärkung des Standorts Sankelmark trug auch die 1999 erfolgte Übersiedlung der Europäischen Akademie Schleswig-Holstein von Leck nach Sankelmark bei. 2011 verlegte außerdem die Academia Baltica ihre Geschäftsstelle von Lübeck nach Sankelmark. Seitdem bilden die Akademie Sankelmark, die Europäische Akademie Schleswig-Holstein und die Academia Baltica unter der Leitung des Historikers Christian Pletzing das Akademiezentrum Sankelmark. Die Europäische Akademie Schleswig-Holstein erhielt 2013 den Status eines EUROPE DIRECT Informationszentrums der Europäischen Union. Seit dem Jahr 2020 erweitert außerdem das Minderheiten-Kompetenz-Netzwerk Schleswig-Holstein / Süddänemark e.V. das Akademiezentrum. Die über viele Jahre rückläufige oder stagnierende Förderung durch das Land Schleswig-Holstein wurde seit 2014 schrittweise erhöht. Die institutionelle Förderung macht dennoch lediglich 20 % der Einnahmen des Akademiezentrums aus. In den Jahren 2018–2021 fanden umfassende Sanierungsarbeiten in der Akademie statt, die z. T. aus Mitteln der Europäischen Union gefördert wurden.

## Profil

### Akademie Sankelmark
Die Akademie Sankelmark ist eine Erwachsenenbildungseinrichtung, die Seminare und Tagungen zu politischen und kulturellen Themen der Region Sønderjylland/Schleswig, des Landes Schleswig-Holstein und der Bundesrepublik Deutschland anbietet. Dabei geht es vornehmlich um
- politische Bildung, die Ausgestaltung demokratischen Zusammenlebens,
- Geschichte, Kultur und Religion, Literatur und bildende Kunst und damit um die ethischen Grundlagen unserer Gesellschaft.

Träger der Akademie ist der gemeinnützige Deutsche Grenzverein e. V., dessen Mitglieder aus den Kreisen und Gemeinden des Landesteils Schleswig stammen.

### Europäische Akademie Schleswig-Holstein
Die Europäische Akademie Schleswig-Holstein bietet Seminare und Tagungen zu politischen und kulturellen Themen Europas mit dem besonderen Akzent auf dem Ostseeraum an. Die Arbeit ruht auf zwei Säulen:
- Die Europa-Akademie konzentriert sich vornehmlich die Europäischen Institutionen und Politik, Kultur und Alltagsleben unserer europäischen Nachbarstaaten.
- Die Europäische Akademie für Angelegenheiten der Minderheiten informiert über Minderheitenprobleme und Lösungsansätze für diese Probleme.

Die Europäische Akademie Schleswig-Holstein wurde 1978 gegründet. Sie wechselte ihren Standort im Jahr 1999 aus der damaligen Heimvolkshochschule in Leck nach Sankelmark. Träger der Akademie ist der gemeinnützige Verein Europäische Akademie Schleswig-Holstein e. V. Seine Mitglieder sind Institutionen aus Deutschland, Dänemark und Belgien.

### Academia Baltica
Aufgaben und Ziele der 2001 in Lübeck gegründeten Academia Baltica sind die Verständigung mit den östlichen Nachbarn Deutschlands, die Förderung partnerschaftlicher Zusammenarbeit im Ostseeraum und in Ostmitteleuropa sowie die Vermittlung europäischer Geschichte und Kultur. Die Themen der Akademiearbeit reichen von Politik und Wirtschaft, Literatur und Kunst über bi- und multinationale Colloquia zur jüngeren und jüngsten Geschichte bis hin zur internationalen Medienkooperation im Ostseeraum. Tagungsberichte und Monographien werden in der Schriftenreihe „Colloquia Baltica“ publiziert. Träger der Akademie ist der gemeinnützige Verein Academia Baltica e. V. mit Sitz in Lübeck. 2011 hat die Academia Baltica ihre Geschäftsstelle nach Sankelmark verlegt.
Die Veranstaltungen der drei Akademien sind für alle Interessierten offen und finden im Akademiezentrum Sankelmark statt. Seit 1952 haben rund 500.000 Gäste an Veranstaltungen der beiden Akademien in Sankelmark teilgenommen.

### Minderheiten-Kompetenz-Netzwerk
Aktivitäten von und für nationale und regionale Minderheiten im deutsch-dänischen Grenzland zu fördern, ist das Ziel des Minderheiten-Kompetenz-Netzwerks Schleswig-Holstein / Süddänemark e.V. (MKN). Es hat seine Arbeit 2020 im Akademiezentrum Sankelmark aufgenommen. Koordinatorin des Netzwerks ist seit Herbst 2020 Helen Christiansen. Das Netzwerk führt Veranstaltungen durch, bei denen Erfahrungen aus dem Verhältnis von Minderheiten in Mehrheiten in Schleswig-Holstein und Süddänemark europaweit vermittelt werden. Damit will das Netzwerk zur Begegnung zwischen Minderheiten und Mehrheiten beitragen. Arbeitsschwerpunkte des MKN sind:
- Veranstaltungen und Projekte zu Minderheitenfragen und zur Umsetzung der Minderheitenpolitik

im deutsch-dänischen Grenzland
- Regionale und grenzüberschreitende Netzwerkarbeit zwischen den Minderheiten und der Mehrheitsbevölkerung in Schleswig-Holstein, Süddänemark und Europa

Mitglieder des Minderheiten-Kompetenz-Netzwerks sind:
- Bund Deutscher Nordschleswiger (BDN)
- Deutscher Grenzverein
- Europäische Akademie Schleswig-Holstein (EASH)
- European Centre for Minority Issues(ECMI)
- Föderalistische Union Europäischer Nationalitäten (FUEN)
- Frasche Rädj / Friesenrat – Sektion Nord
- Region Syddanmark
- Stadt Flensburg
- Sydslesvigsk Forening e.V. (SSF)
- Verband Deutscher Sinti und Roma e.V., Landesverband Schleswig-Holstein

Das Minderheiten-Kompetenz-Netzwerk wird vom Land Schleswig-Holstein und von der Region Syddanmark institutionell gefördert.

### Europe Direct
Europe Direct Südschleswig ist seit 2013 Teil der Europäischen Akademie Schleswig-Holstein.
Europe Direct möchte Menschen für Europa begeistern und die Europäische Union für ihre Bürgerinnen und  Bürger transparenter machen. Es steht als Anlaufstelle für alle Fragen rund um Europa zur Verfügung. Die Veranstaltungen und das Informationsangebot von EUROPE DIRECT Südschleswig machen Vorteile und Chancen der EU-Mitgliedschaft deutlich und greifen aber auch Befürchtungen der Bürgerinnen und Bürger auf.
Als Informationsquellen stehen die offiziellen Dokumente der EU, Broschüren, Nachschlagewerke und Zeitschriften zur Verfügung. In den „Sankelmarker Europagesprächen“ diskutieren Vertreter aus Politik, Wirtschaft und Wissenschaft aktuelle europapolitische Fragen und ihre Auswirkungen auf die Region Südschleswig.
Das EUROPE DIRECT Südschleswig ist Teil des EUROPE-DIRECT-Netzwerks in Deutschland, das einem europaweiten Verband von Zentren angehört. Die Zentren machen Europa für die Menschen vor Ort greifbar und ermuntern sie, sich in die Debatte über die Zukunft der EU einzubringen. Verwaltet wird das Netzwerk von der Europäischen Kommission.

## Gebäude
Das 1952 errichtete Hauptgebäude der Akademie wurde Ende der fünfziger Jahre um einen Nordflügel erweitert. 1966 entstand neben dem Hauptgebäude das Gästehaus 1. Darunter befand sich der Bunker „Simon“ der Schleswig-Holsteinischen Landesregierung. Ein zweiter Regierungs-Bunker befand sich im Ort Lindewitt, ebenfalls bei Flensburg gelegen. 1972 wurde an das Hauptgebäude ein Seminartrakt mit drei Seminar- und Konferenzräumen sowie einer Galerie angebaut. Das Gästehaus 2 ist 1986 erbaut worden, dadurch wurde auch der Bunker der Landesregierung erheblich vergrößert. Auf eine Gesamtrenovierung des Gebäudes 1999 folgte 2004 der Anbau eines Restaurant- und Küchentrakts. In den Jahren 2018/2019 erfolgte eine umfassende energetische Sanierung der Gebäude. Dabei wurden neben der gesamten Heizung etwa 300 Fenster und Scheiben erneuert. In einem Raum, der bis 2004 als Küche diente, wird im Jahr 2021 eine Seebar eröffnet.

## Direktoren
- Johann Heinrich Martens (1952)
- Franz Schriewer (1952–1954)
- Heinz Dähnhardt (1954–1968)
- Joachim Oertel (1968–1991)
- Gerhard Jastram (1991–1998)
- Rainer Pelka (1998–2010)
- Stefan Vöhringer (kommissarisch, 2010)
- Christian Pletzing (seit 2011)